# Thomisus natalensis
Thomisus natalensis là một loài nhện trong họ Thomisidae.
Loài này thuộc chi Thomisus. Thomisus natalensis được George Newbold Lawrence miêu tả năm 1942.